# Las Palmas, Los Cabos
Las Palmas är en ort i Mexiko.   Den ligger i kommunen Los Cabos och delstaten Baja California Sur, i den västra delen av landet, 1 200 km väster om huvudstaden Mexico City. Las Palmas ligger 150 meter över havet och antalet invånare är 11 562.
Terrängen runt Las Palmas är kuperad norrut, men söderut är den platt. Terrängen runt Las Palmas sluttar söderut.  Närmaste större samhälle är Cabo San Lucas, 5,9 km sydost om Las Palmas.